# Jamie Brewer
Jamie Brewer (Califórnia, 5 de fevereiro de 1985) é uma atriz e modelo americana. É conhecida por seu trabalho em American Horror Story, em que interpretou a personagem Adelaide Langdon, uma menina esperta que adorava entrar na casa mal assombrada para brincar com seus amigos fantasmas,  na primeira temporada da série. Na terceira temporada, American Horror Story: Coven, Brewer interpreta  Nan,  uma jovem bruxa com poderes de clarividência e leitura de mentes. Na quarta temporada, American Horror Story: Freak Show, interpreta Majorie uma boneca ventrilica. Na sétima temporada, American Horror Story: Cult, fez uma participação como Hedda. E no oitavo ano da série, American Horror Story: Apocalypse, voltou a dar a vida à Nan, participando de dois episódios.

## Vida pessoal
Em 2011, Brewer fez sua estreia na televisão na série American Horror Story: Murder House, mas antes ela já era atriz de teatro.  Mesmo com sua estreia, ela não deixou os palcos e ainda continua a sua formação artística através do The Groundlings Theatre and School,  desde 1999. Também teve participação em anúncios de serviço público para o "Souper Bowl of Caring Houston Food Drive" em Houston, durante dois anos consecutivos, que foi ao ar pela NBC, ABC e CBS. 
A atriz também é ativa na comunidade de pessoas com síndrome de Down, sendo a pessoa mais jovem a ser eleita presidente da Arc do condado de Fort Bend, uma organização que cria oportunidades para pessoas com deficiência intelectual e de desenvolvimento. Em seguida, foi nomeada para o conselho Arc do estado do Texas, eleita como tesoureira.  A partir de seu trabalho, Brewer foi convidada a servir no Comitê de Assuntos Governamentais da Arc para o Estado do Texas, conversando com senadores no Capitólio do estado de modo a persuadi-los a aprovar a lei que abolia o uso da palavra "retardado" no texto da legislação estadual e a melhorar o reconhecimento das necessidades das pessoas com deficiência no interior do estado. O seu esforço foi bem-sucedido e o estado do Texas agora usa o termo "deficiência intelectual do desenvolvimento" na sua legislação .
Brewer está envolvida com várias outras organizações sem fins lucrativos, incluindo DSALA, DSiAM, BTAP, Congresso Nacional da Síndrome de Down, Associação Americana de Pessoas com Deficiência dos Estados Unidos, e Civitan International.

## Filmografia

### Cinema
| Ano  | Título            | Papel   | Notas          |
| ---- | ----------------- | ------- | -------------- |
| 2017 | Whitney's Wedding | Whitney | Curta-metragem |
| 2017 | Kill Off          | Sonja   | Curta-metragem |
| 2019 | Turnover          | Gina    |                |
| 2019 | Second Date       | Maura   | Curta-metragem |
| 2019 | The Wagon         | Claire  | Curta-metragem |
| 2020 | The Hoarding      | Mary    | Curta-metragem |
| 2021 | Cherry            | Shelly  |                |

### Televisão
| Ano       | Título                              | Papel                   | Notas                                                   |
| --------- | ----------------------------------- | ----------------------- | ------------------------------------------------------- |
| 2011      | American Horror Story: Murder House | Adelaide 'Addy' Langdon | 6 episódios                                             |
| 2013      | Southland                           | Amanda                  | Episódio: "Heat"                                        |
| 2013–2014 | American Horror Story: Coven        | Nan                     | 9 episódios                                             |
| 2015      | American Horror Story: Freak Show   | Marjorie                | 2 episódios                                             |
| 2015      | Switched at Birth                   | Assistente do professor | Episódio: "Between Hope and Fear"                       |
| 2017      | American Horror Story: Cult         | Hedda                   | Episódio: "Valerie Solanas Died for Your Sins: Scumbag" |
| 2017      | Love You More                       | Maggie                  | Filme de TV                                             |
| 2018      | American Horror Story: Apocalypse   | Nan                     | 2 episódios                                             |
| 2020      | Station 19                          | Rose                    | Episódio: "Ice Ice Baby"                                |
| 2021      | Special                             | Participante do baile   | Episódio: "Prom Queens"                                 |
| 2021      | American Horror Stories             | Adelaide 'Addy' Langdon | Episódio: "Game Over"                                   |

## Teatro
| Ano  | Título              | Papel | Notas        |
| ---- | ------------------- | ----- | ------------ |
| 2018 | Amy and the Orphans | Amy   | Off-Broadway |
| 2022 | Corsicana           | Ginny | Off-Broadway |